# Кайова-апачі
Кайова-апачі — це невелике плем'я південноатабаскських індіанців, яке мешкає на Великих рівнинах Північної Америки, тісно пов'язане з мовно непов'язаним між собою племенем кайова. Сьогодні вони зосереджені в південно-західній Оклахомі та Північному Техасі і визнані федеральним племенем апачів Оклахоми.

## Ім'я
Кайова-апачі також відомі як Na'isha або Na i sha Tindé, що означає «Злодії» у старому значенні. Однак останнім часом негативне значення (злодій) починає замінюватися просто Na i sha. Вони також використовували термін Kalth Tindé або γát dìndé, що означає «Кедрові люди», або Bá-ca-yé, що означає «Люди Бруска». Для своїх близьких союзників, набагато більшого племені Кайова, які говорять абсолютно не пов'язаною мовою, вони були відомі як Семат, що означає «Крадіжки». На великих племінних подіях, Кайова-апачі формували частину племінного «кільця» Кайова (кільце з тіпі). Це може пояснити, чому Кайова назвали Кайова-апача Taugui, що означає «Ті, що сидять зовні».

## Уряд
Сьогодні центр племені розташований в Анадарко, штат Оклахома. Їхній племінний юрисдикційний район охоплює частини округів Каддо, Команчі, Коттон, Грейді, Джефферсон, Кайова та Стівенс у штаті Оклахома. Нинішнім вождем племені є Боббі Комардлі.
Члени племені повинні мати мінімальний квант крові 1/8 походження кайова-апачів та не менше 1/4 загальної кількості індіанської крові для зарахування до племені.

## Економічний розвиток
Плем'я апачі раніше володіло і управляло казино. Апачі, казино «Годен Ігл» та «Сільвер Бафало» були закриті в липні 2013 р. Вони також видають власні номерні знаки племені.

## Історія

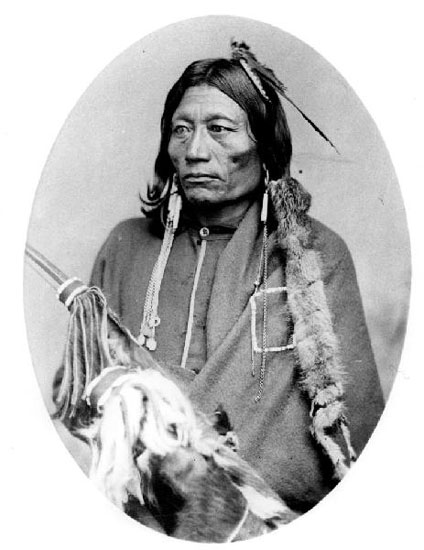
Есса-квета, вождь кайова-апачі

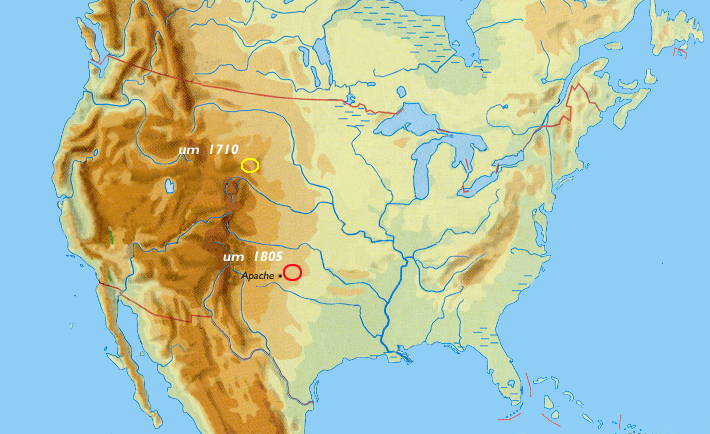
Кайова-апачі

На початку 18 століття кайова-апачі жили навколо верхньої русла річки Міссурі і були тісно пов'язані з народом кайова. Вони були етнічно різними та розмовляли іншою мовою. Кайова-апачі уклали цей союз із кайовою для взаємного захисту від ворожих племен.
Зафіксовано, що багато кайова-апачі не вивчали мову кайова, вважаючи за краще спілкуватися зі своїми союзниками, використовуючи витончену рівнинну індіанську жестову мову, у якій кайова були у минулому знавцями (напевно, розробивши більшу частину системи).
Навіть до контакту з європейцями їхня кількість ніколи не була великою, і в 1780 р. їхня кількість становила 400
Кайова-апачі та кайова мігрували в південну рівнину десь приблизно в 1800 р. За підсумками Договору про медицину в 1867 р. кайова та кайова-апачі оселилися в Західній Оклахомі та Канзасі. Вони були змушені рухатися на південь від річки Вашита до Ред-Рівер та Західної Оклахоми разом із команчамм та кайовами. Період резервації тривав із 1868 по 1906 рік. Перехід від вільного життя людей на рівнині до обмеженого життя в резервації був для деяких сімей важчим, ніж для інших. Під час перепису 1890 року в резервації Форт-Сілл було зафіксовано 1598 команчів, серед яких були 1140 кайова та 326 кайова-апачі.
Деякі групи рівнинних апачів відмовлялися зупинятися в резерваціях і брали участь у повстаннях кайови та команчі, особливо в Першій битві при Едоуб-Воллс, яка була найбільшою битвою в Індіанських війнах. Це була б остання битва, в якій тубільці відбили американську армію на Південних рівнинах.
У 1966 році плем'я організувало бізнес-комітет і повернуло собі федеральне визнання.

### Соціальна організація
Громадська організація кайова-апачі поділена на численні розширені сім'ї (kustcrae), які таборувались разом (для полювання, збирання) як місцеві групи (gonka). Наступним рівнем був дивізіон або група, групування декількох ґонків (які зібрались для взаємного захисту, особливо під час війни).
За часів життя до резервацій існувало щонайменше чотири місцеві групи або ґонки, які часто об'єднувались для війни із сусідніми племенами та поселеннями.

### Культура річки Дісмал
Апачі пов'язані з культурою річки Дісмал західних рівнин,, яку, як правило, відносять до апачів Палома та Квартелехо (також Куартелехо). Кераміка хікарилья також була знайдена в деяких місцях комплексу річки Дісмал. Деякі люди культури річки Дісмал приєдналися до Кайова-апачі на Блек-Гіллс в Південній Дакоті. Через тиск із боку команчів із заходу, пауні та французів зі сходу, кайова та інші люди культури річки Дісмал мігрували на південь, де вони пізніше приєдналися до племен ліпанів і хікарилья.

## Мова

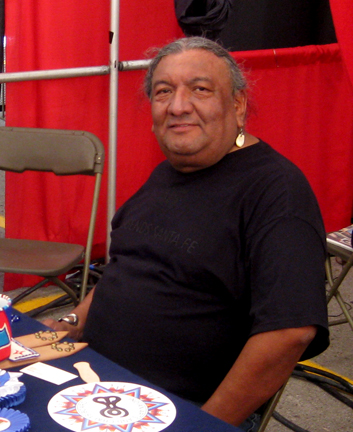
Річард Ейтсон, поет і переможець із бісероплетіння, є одночасно кайова і кайова-апачі

Мова кайова-апачі є членом Південноатабаскської мовної сім'ї, підвиду мови на-дене. Мова кайова-капачів, яку також називають кайова-апаче, була найрізноманітнішим членом підродини. Хоча троє людей розмовляли цією мовою у 2006 році, останній вільний мовець помер у 2008 році.

## Історичні вожді
- Gonkon (Gonkan — «Залишається в Тіпі» або «Захищає Тіпі», також відомий як «Апачі Джон»). Скорочена форма його повного імені Gon-kon-chey-has-tay-yah (Людина над своїм табором).
- Tsayaditl-ti (Ta-Ka-I-Tai-Di або Da-Kana-Dit-Ta-I — «Біла людина», приблизно * 1830 — приблизно † 1900)
- Koon-Ka-Zachey (Kootz-Zah). Скорочена форма його повного імені Gon-kon-chey-has-tay-yah (Людина над своїм табором).
- Essa-queta (більш відомий як Pacer або Peso, походить від Pay-Sus, приблизно *? — † 1875, Pacer був лідером племені Кайова-апачі. Власне, Пасер був частиною миротворчої фракції і тримав основну групу Кайова-апачі під час війни на Ред-Рівер 1874-75)[10]
- Si-tah-le («Бідний Вовк»)
- Oh-ah-te-kah («Бідний Ведмідь»)
- Ah-zaah («Вовк Прерій»)